# Phyllachora piptocarphae
Phyllachora piptocarphae är en svampart som beskrevs av Petr. 1948. Phyllachora piptocarphae ingår i släktet Phyllachora och familjen Phyllachoraceae.   Inga underarter finns listade i Catalogue of Life.